# Верхнекайрактинское месторождение
Верхнекайрактинское месторождение вольфрамовых руд находится в Шетском районе Карагандинской области Казахстана, в 50 км к северо-востоку от посёлка Агадырь вблизи села Верхние Кайракты.

## Варианты наименования
В различных источниках может встречаться под названиями Верхние Кайракты, Житикаринское или Житикара-Кайракты.

## Описание
Месторождение приурочено к Успенской тектонической зоне. Причиной образования послужил прорыв гранитов времён верхнего палеозоя сквозь флексурообразный изгиб в складке силурийских сланцев и песчаников. Рудное поле связано с верхним поясом магматических интрузий площадью 5x17 км и приурочено к двум штокверкам конусовидной формы. Руды залегают в зоне разломов северо-западного направления преимущественно на глубине 750—800 м и представлены комплексом шеелит-пирит-кварцевых пород. В отдельных местах обогащённые шеелитом участки прослеживаются до глубины 1200 м.
Руды содержат более 100 минералов. Наиболее ценными из них являются вольфрамовые руды шеелит и вольфрамит. Соотношение между вольфрамитом и шеелитом — от 1:5 до 1:7. В нижних горизонтах присутствует молибденит, который может быть использован в качестве попутной руды. Также встречаются примеси редкоземельных элементов, самородного висмута и серебра. Другие распространённые минералы — кварц, полевой шпат, флюорит, пирит, галенит, сфалерит, халькопирит, мусковит
Месторождение по разведанным запасам относится к группе уникальных месторождений вольфрама, по инженерно-геологическим условиям разработки — к средней группе сложности. По данным 2011 года, запасы вольфрамовой руды составляют 1216,3 тыс. т, запасы молибдена — 39,6 тыс. т.

## Использование
Месторождение открыто в 1945 году геологом Г. И. Бедровым. Основной этап разведки проходил с 1950 по 1959 годы, дополнительный — с 1980 по 1982 годы.
После распада СССР на рудах месторождения работал Кайрактинский горно-металлургический комбинат. В 2016 году контракт на разведку и добычу вольфрам-молибденовых руд Верхнекайрактинского месторождения заключила компания «Тау-Кен Самрук».